# Lipówka (dopływ Prosny)
Lipówka – struga dorzecza Odry, lewy dopływ Prosny. Wypływa w okolicach wsi Boczków, Gniazdów i przepływa przez miejscowości Nowe Skalmierzyce, Mączniki, Węgry, Chotów, Gostyczyna, a w okolicach wsi Leziona wpada do Prosny.

## Galeria

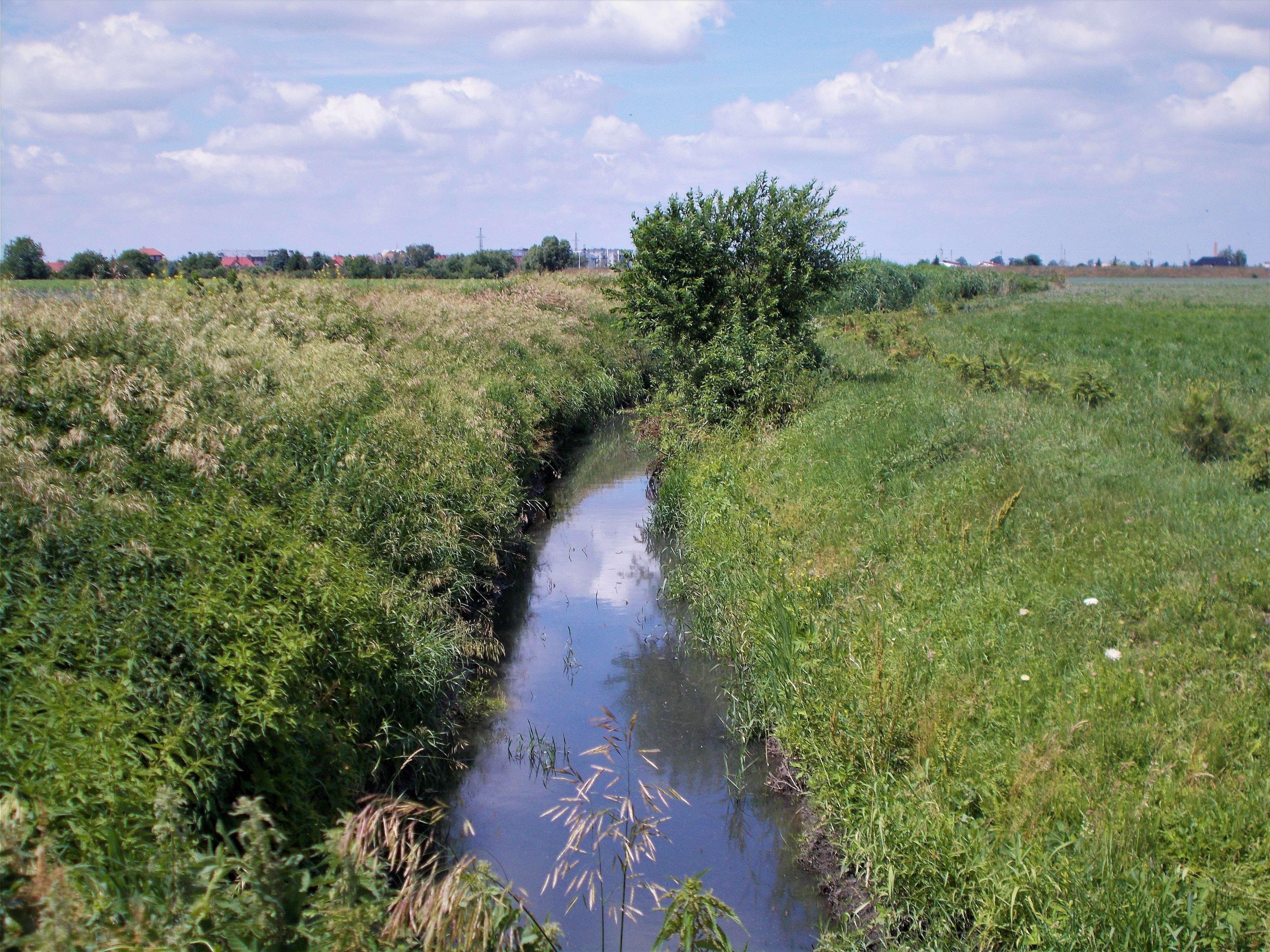
Lipówka w okolicach Nowych Skalmierzyc
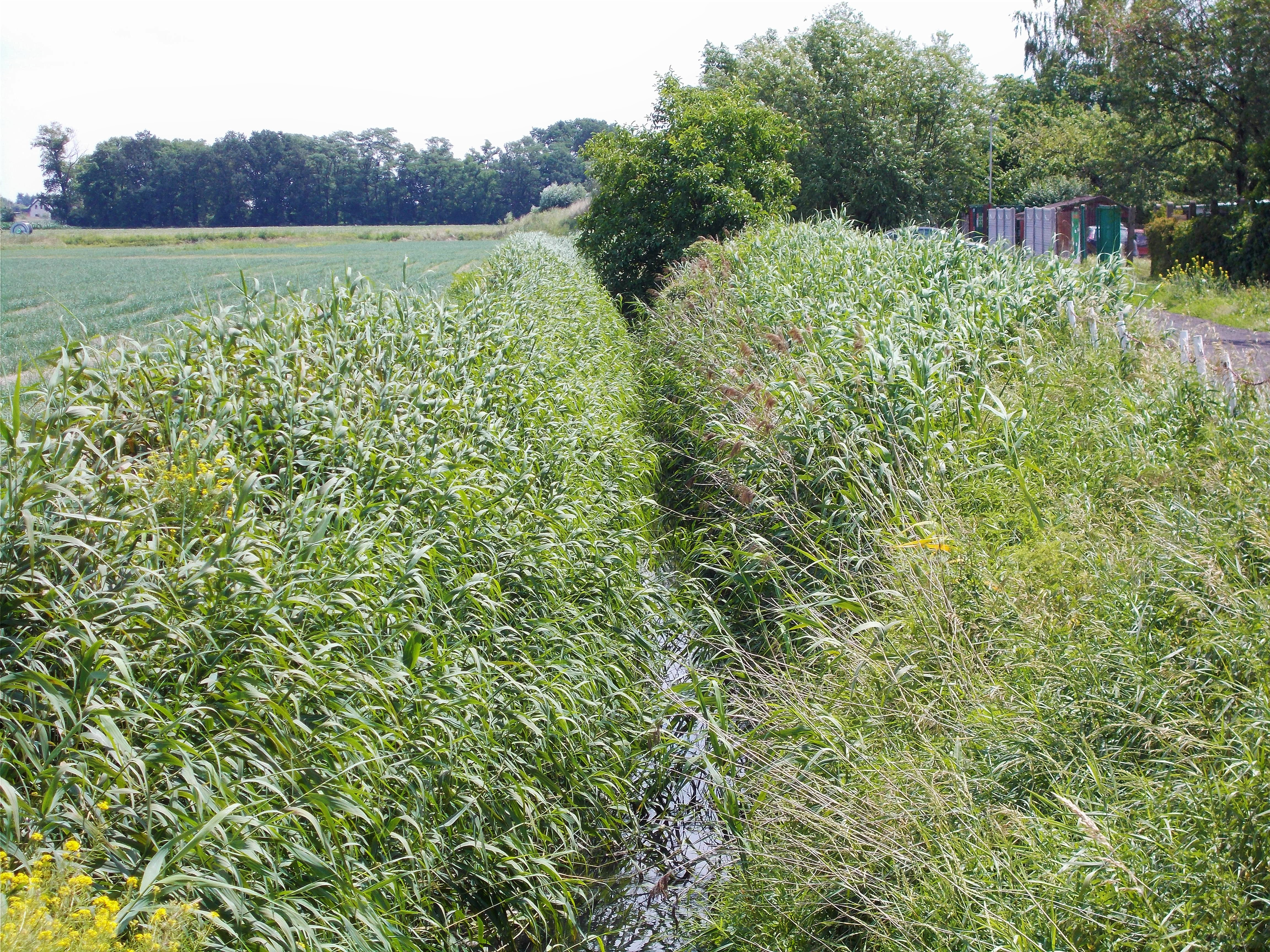
Lipówka, Szczypiorno–Nowe Skalmierzyce